# Oddinary
Oddinary es el sexto Extended play (EP) en coreano (9 en total) del grupo surcoreano Stray Kids. JYP Entertainment y Republic Records la publicaron el 18 de marzo de 2022, siete meses después del lanzamiento del anterior álbum de estudio Noeasy (2021). El EP fue su primer lanzamiento bajo Republic Records después de firmar un contrato en febrero y su primer EP en casi dos años desde Clé: Levanter (2019). Una combinación  de "odd" (extraño) y "ordinary" (ordinario), Oddinary  representa a "todos los que tenemos algo extraño en nosotros mismos" y el concepto de que "las cosas extrañas pronto serán ordinarias".
Principalmente escrita y producida por 3Racha, el equipo de producción interno de Stray Kids y otros miembros, otros productores de Oddinary destacan a Versachoi, DallasK, Trippy, Jun2, Nickko Young, y Millionboy, muchos de los cuales trabajaron anteriormente con el grupo. Contiene nueve canciones, con "Maniac" como sencillo principal, y utiliza varios géneros musicales, como hip hop, trap, EDM y rock. Tras su lanzamiento, el EP recibió críticas positivas de los críticos musicales sobre el extraordinario crecimiento artístico, musical y de estilo.
Comercialmente, Oddinary encabezó las listas musicales de Corea del Sur, Finlandia, Polonia y Estados Unidos y entró en el top 10 en Austria, Bélgica, Dinamarca, Japón, Lituania, Suecia y Suiza. Fue la primera aparición de Stray Kids en el Billboard 200 de Estados Unidos y en UK Official Albums Chart, entre otros. El EP ha vendido más de 1,5 millones de copias, convirtiéndose en el álbum más vendido del grupo y en su segundo álbum con un millón de ventas después de Noeasy. Para promocionar Oddinary, Stray Kids organizará su gira musical 2nd World Tour "Maniac", que comenzará el 29 de abril de 2022.

## Antecedentes
Stray Kids subieron el vídeo "Step Out 2022" a través de sus redes sociales el 1 de enero de 2022, en el que se mostraban los logros del grupo en 2021 y las metas para el nuevo año, incluyendo los planes para dos próximos álbumes en 2022. El 10 de febrero, se dio a conocer que el grupo firmó un contrato exclusivo con Republic Records para promocionar en los Estados Unidos, junto a sus compañeras de la agencia, Itzy.

## Música y letra
Oddinary tiene una duración de veintidós minutos y tres segundos, y cuenta con siete canciones de varios géneros musicales de hip hop, trap, EDM, y rock. Todos las canciones fueron producidas y escritas principalmente por Bang Chan, Changbin y Han, que trabajan juntos como el equipo de producción interno conocido como 3Racha. Otros miembros también participaron en la composición de los temas. Lee Know, Seungmin e I.N coescribieron "Waiting for Us", mientras que Hyunjin y Felix coescribieron "Muddy Water". Además de los miembros, también participaron diversos compositores-productores: Versachoi, DallasK, Trippy, Jun2, Nickko Young y Millionboy, la mayoría de los cuales el grupo ha trabajado con anteriores álbumes.

## Lista de canciones
| Oddinary track listing |                                                                 |              |          |  |
| N.º                    | Título                                                          | Arrangement  | Duración |  |
| 1.                     | «Venom» (거미줄)                                                | DallasK      | 3:15     |  |
| 2.                     | «Maniac»                                                        | Versachoi    | 3:02     |  |
| 3.                     | «Charmer»                                                       | Versachoi    | 3:08     |  |
| 4.                     | «Freeze» (땡)                                                   | Trippy       | 2:58     |  |
| 5.                     | «Lonely St.»                                                    | Jun2         | 2:44     |  |
| 6.                     | «Waiting for Us» (피어난다; Bang Chan, Lee Know, Seungmin, I.N) | Nickko Young | 3:39     |  |
| 7.                     | «Muddy Water» (Changbin, Hyunjin, Han, Felix)                   | Millionboy   | 3:17     |  |

## Posicionamiento en listas
| Listas (2022)                         | Mejor posición |
| ------------------------------------- | -------------- |
| Australian Albums (ARIA)              | 92             |
| Austria (Ö3 Austria)                  | 13             |
| Bélgica (Ultratop flamenca)           | 5              |
| Bélgica (Ultratop valona)             | 5              |
| Canadian Albums (Billboard)           | 20             |
| Dinamarca (Hitlisten)                 | 3              |
| Países Bajos (Album Top 100)          | 12             |
| Finlandia (Suomen Virallinen Lista)   | 1              |
| French Physical Albums (SNEP)         | 55             |
| Alemania (Offizielle Top 100)         | 43             |
| Italian Albums (FIMI)                 | 48             |
| Japón (Oricon)                        | 4              |
| Japanese Hot Albums (Billboard Japan) | 20             |
| Lithuanian Albums (AGATA)             | 3              |
| Nueva Zelanda (Recorded Music NZ)     | 33             |
| Polonia (ZPAV)                        | 1              |
| South Korean Albums (Gaon)            | 1              |
| España (PROMUSICAE)                   | 48             |
| Suecia (Sverigetopplistan)            | 5              |
| Suiza (Schweizer Hitparade)           | 10             |
| Reino Unido (UK Albums Chart)         | 95             |
| Reino Unido (UK Independent Albums)   | 34             |
| US Billboard 200                      | 1              |
| US World Albums (Billboard)           | 1              |

| Listas (2022)              | Posición |
| -------------------------- | -------- |
| Japanese Albums (Oricon)   | 21       |
| South Korean Albums (Gaon) | 2        |